# Harry Slinger

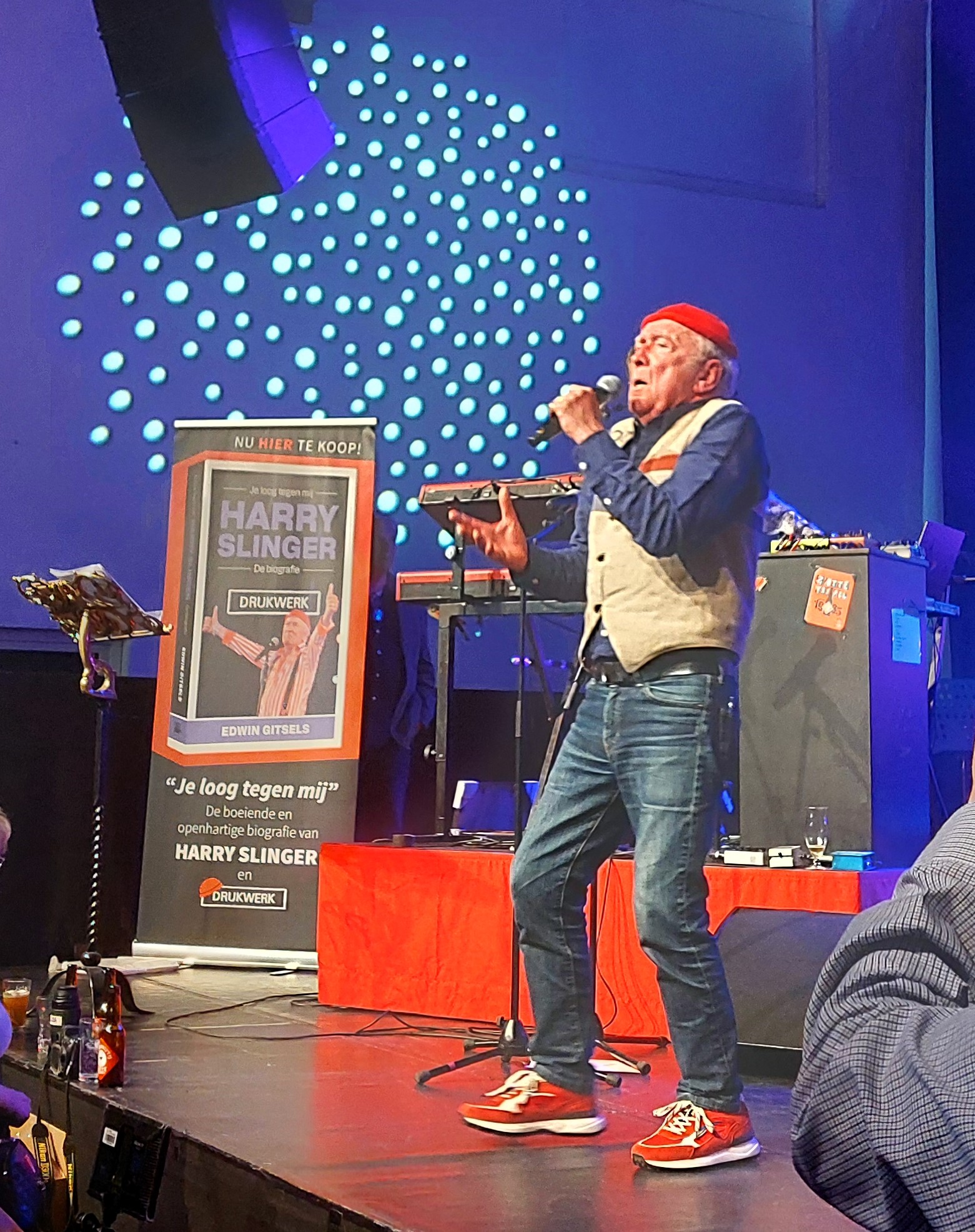
Harry Slinger in de Bullekerk in Zaandam op 15 april 2024

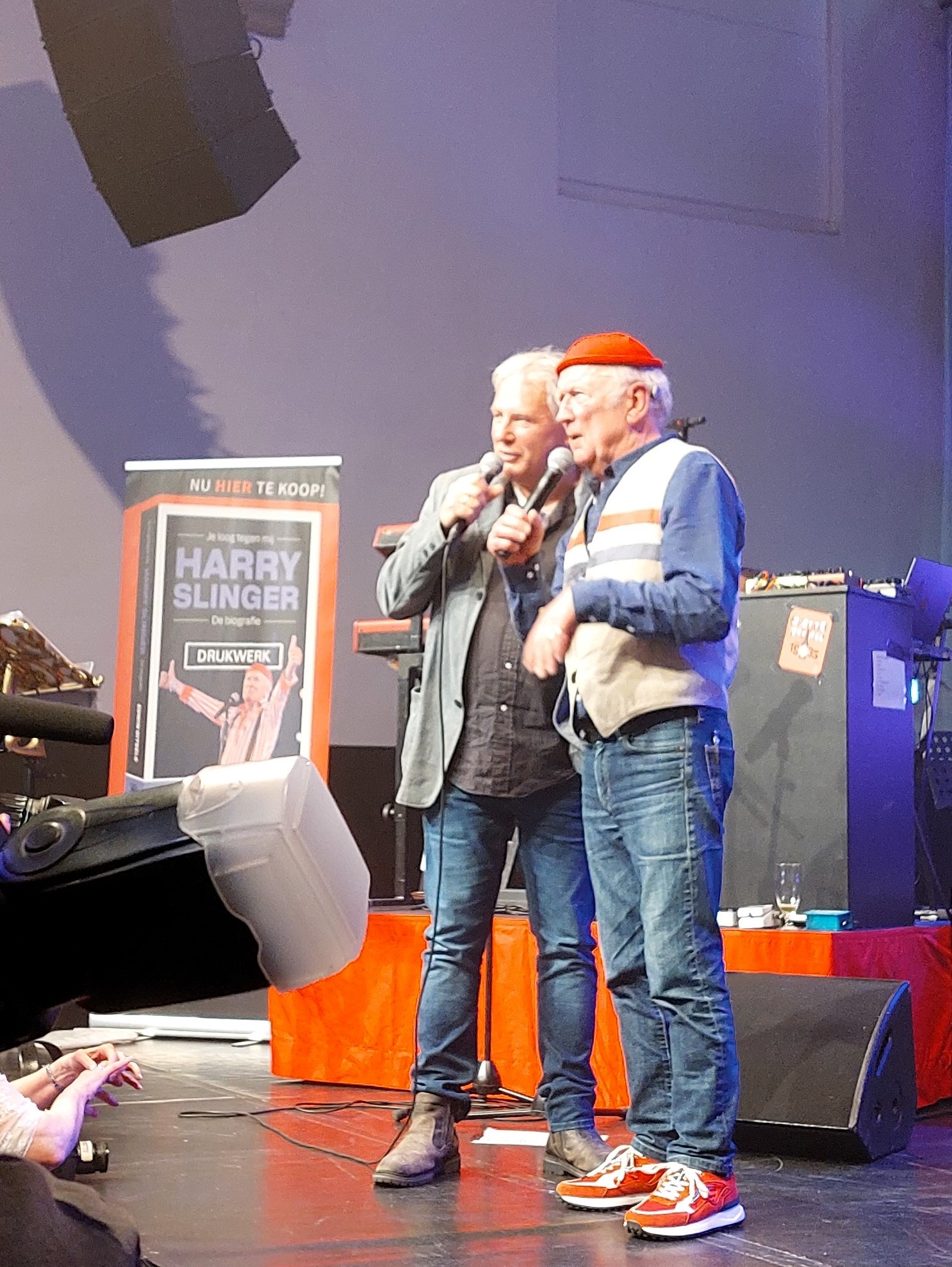
Harry en zijn biograaf Edwin Gitsels

Harry Slinger (Amsterdam, 10 augustus 1949) is een Nederlandse zanger en acteur die voornamelijk bekend geworden is als de zanger van de Nederlandstalige groep Drukwerk.

## Biografie

### Voor Drukwerk
Harry Slinger werd geboren in Amsterdam aan de Bloemgracht. Hij is zoon van een kleermaker en een melkboerdochter. Hij ging in zijn jeugd van school tot school: Konijnenschool (1953-1954), Sint Vincentiusschool (1955-1956), Sint Corneliusschool (1957), Aloysiusschool (1958), Sint Antoniusschool (1958-1962) en de middelbare school Monseigneur Rutteschool (1963). Leren bleek niet in zijn aard te liggen, te snel afgeleid. Hij ging meteen aan het werk, stoepier (klanten naar binnen praten) bij een stoffenwinkel. Zijn vader, opgepakt tijdens Tweede Wereldoorlog en opgesloten, ondervraagd in de Euterpestraat, Huis van Bewaring aan de Amstelveenseweg en Kamp Vught, overleed toen Harry zeventien jaar oud was.
Al tijdens de Konijnenschool (kleuterschool) zong hij, later volgde schoolrevues etc. Zijn voorbeelden waren Johnny Jordaan en Willy Alberti; hij wilde net als zij zanger worden. Als kind trad hij tevens regelmatig op in gelegenheidsproducties. Tussen 1975 en 1977 studeerde hij aan de Sociale Academie in Amsterdam en werkte vanaf 1975 tot 1982 als jongerenwerker in Amsterdam-Noord. Gedurende die avondstudie speelde hij in diverse toneel- en muziekgroepen, aanvankelijk als drummer, later ook als zanger. Met zijn groep The Hot Papatoes Swingers trad hij regelmatig op op feesten en partijen.

### Drukwerk
Vanaf 1976 kreeg de groep een vaste vorm en werd de naam veranderd in Drukwerk. Ondertussen was Slinger aan de slag gegaan als jongerenwerker in Amsterdam-Noord en voor de jongeren uit het buurthuis schreef hij het protestlied Ik verveel me zo (in Amsterdam-Noord). Het nummer werd regelmatig gedraaid op Hilversum 3, waardoor Drukwerk landelijke bekendheid kreeg.
In 1979 mocht de band voor platenmaatschappij EMI een demo opnemen, welke zo enthousiast ontvangen werd dat de opnames direct op lp werden uitgebracht. In 1981 scoorde de band een grote hit met het nummer Je loog tegen mij. De single bereikte de eerste plaats in de Nederlandse Top 40. 
Slinger werd een graag geziene gast op de Nederlandse radio en televisie waarbij zijn rode petje zijn handelsmerk werd. In 1982 besloot Slinger zijn werk vaarwel te zeggen en zich volledig op de muziek te richten.
Met Drukwerk maakte hij negen albums en had hij nog vier toptienhits. Ook ontving Slinger de Bob Scholte-ring voor zijn verdiensten in de Nederlandstalige popmuziek, kreeg hij de ambassadeurstitel van Amsterdam en was hij in 1987 Prins Carnaval van Amsterdam. Ook was hij te zien in de film Flodder, deed hij de stem van Blikken Bas in de tekenfilmserie van De tovenaar van Oz en was hij presentator op Radio Noord-Holland.
In 1986 maakte Drukwerk een stap richting het theater met de theatertour Petje af voor Sonneveld, rond nummers van Wim Sonneveld. De dialogen werden geschreven door Hessel van der Wal en het stuk werd geregisseerd door Kees Prins. Voor Slinger ging er een jongensdroom in vervulling. De reacties op het stuk waren echter vernietigend. Hierop brak een magere tijd aan voor Drukwerk. De platenzaak en het café die de groep in beheer hadden, gingen failliet en hitsuccessen bleven uit. In 1990 werd de band opgeheven.

### Solocarrière
In eerste instantie richtte Slinger zich na Drukwerk op een acteercarrière. Dat begon als grap, Slinger, zonder rijbewijs, speelde chauffeur van de wethouder in de film Flodder. Hij speelde in twee toneelproducties van Gees Linnebank en speelde in televisieseries als In de Vlaamsche pot, Baantjer en diverse series van Villa Achterwerk.
In 1992 bracht hij zijn eerste soloalbum uit, met de titel Uit stilte geboren. Daarnaast begon hij weer op te treden in het schnabbelcircuit, waarbij hij, meestal met een orkestband, oude nummers van Drukwerk vertolkte. In 1995 volgde een tweede soloalbum.

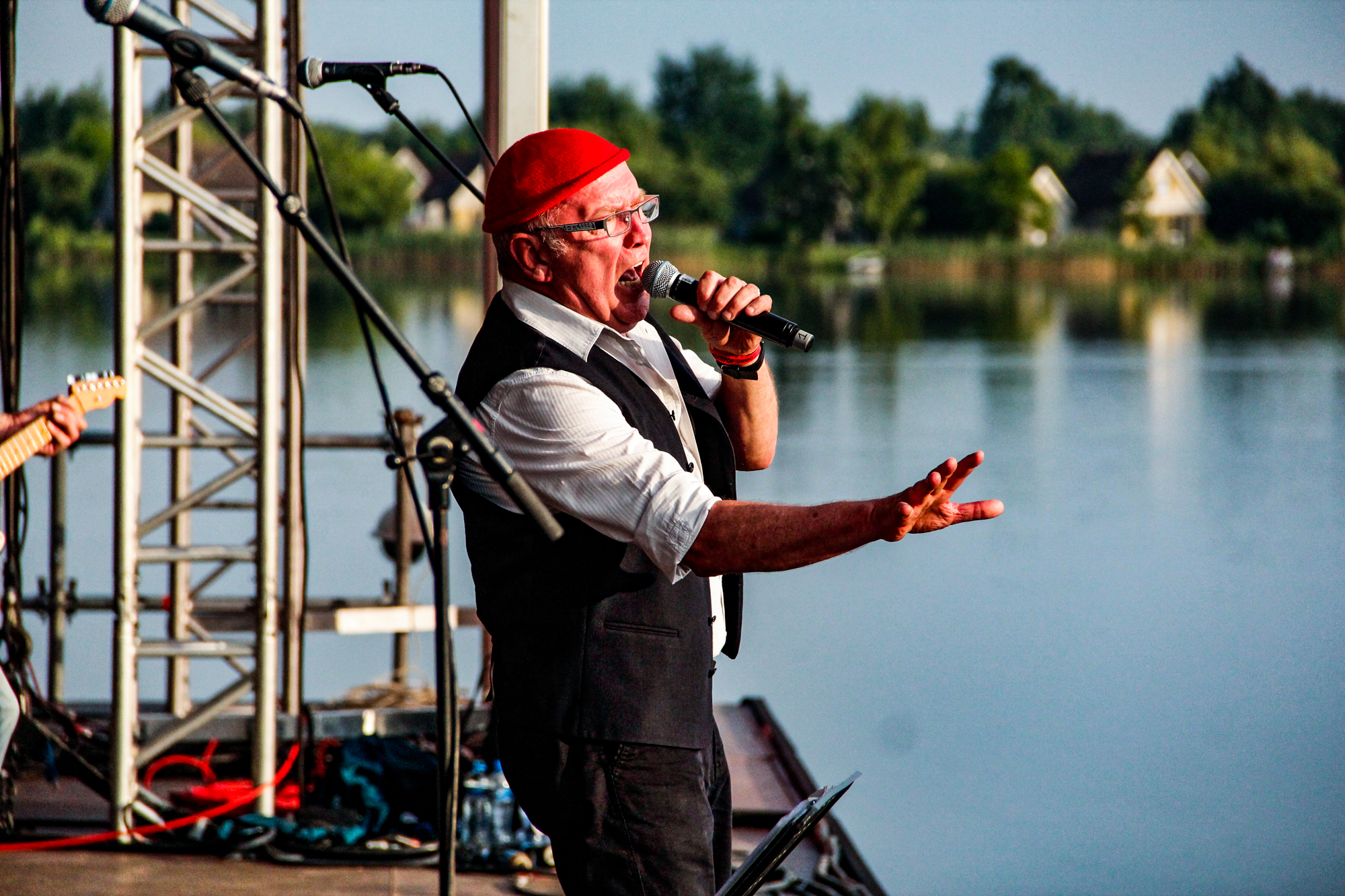
Harry Slinger tijdens Retropop (2014)

In 1996 kreeg Slinger het idee om popmuziek te verenigen met harmoniemuziek. Hij nam samen met het Frysk Jeugd Harmonie Orkest een cd op met bekende Nederlandstalige nummers uit alle tijden, die de titel Hoor de muzikanten meekreeg. De TROS wijdde een televisiespecial aan het project, maar de verkoopresultaten van de cd vielen tegen. Toch besloot Slinger nog een cd uit te brengen met harmoniemuziek, ditmaal met het Jeugdorkest Jong Excelsior uit Amsterdam-Osdorp. Dit tweede album, Die glimlach van Harry Slinger, bestond uit bekende harmoniewerken, waarop Slinger, in samenwerking met Pieter Goemans, teksten op had geschreven.

### Comeback van Drukwerk
In 2000 maakte Slinger een clublied voor FC Volendam, dat werd uitgebracht onder de naam Harry Slinger en Drukwerk. Daarnaast was hij deelnemer aan het televisieprogramma  Big Brother VIPS en speelde hij de rol van zijn jeugdheld Johnny Jordaan in de film De zwarte meteoor.
In 2001 werd Je loog tegen mij opnieuw op single uitgebracht en een jaar later verscheen er een boxset met 4 cd's van de band. Vanaf dat moment ging Slinger ook weer optreden onder de naam Drukwerk, waarbij hij zich liet begeleiden door de bekende Volendamse backingband Next One. In 2004 stond hij in het theater met de voorstelling Een schitterende jongen, dat hij speelde met onder andere Astrid Nijgh en Lucie de Lange. Ook was hij jurylid in de talentenjacht Een Ster In 40 Dagen, waarin gezocht werd naar nieuwe vertolkers van het levenslied, die werd gewonnen door Ben Hendriks.

### Gehoorproblemen
Slinger kampte al sinds zijn jeugd met gehoorproblemen. In 2006 werden deze zo hinderlijk dat hij besloot zich hieraan te laten opereren. In oktober 2007 hebben artsen van het AMC met een titaniumschroef een Bone Anchored Hearing Aid in het rotsbeen van Slinger gezet. De BAHA brengt het geluid direct over op het bot. Op deze manier kan hij onder andere zijn mp3-speler, mobiele telefoon en de monitor van zijn microfoon hier direct op aansluiten.

### Muzikale voorstellingen
De laatste jaren is Slinger voornamelijk te zien in diverse muzikale voorstellingen in het theater. In 2005 en 2006 speelde hij de rol van Opa Tovenaar in de musical TiTa Tovenaar in de Efteling. In 2007 speelde hij voor Nationale Vereniging de Zonnebloem in het stuk Het heilig vuur, waar hij samen met onder anderen Danny de Munk en Pamela Teeves langs de theaters en sociëteiten toerde. In 2008 speelde hij in de voorstelling Tusschen Dam En Rembrandtplein, dat gebaseerd was op de liedjes van Dirk Witte. Hierna speelde hij de rol van rabbijn in de musical Anatevka. In hetzelfde jaar bracht hij zijn vijfde soloalbum uit: Het juiste spoor.
Ook speelde Slinger de rol van sheriff in All shook up/Love me tender, een musical die gebaseerd is op hertalingen van Elvisliedjes door Jan Rot. Daarnaast treedt Slinger nog regelmatig op met geluidsbanden of de band Ticket To Go.
In 2014 was Slinger te zien in een uitzending van het televisieprogramma Rambam, dat ging over Nederlandse hitlijstmanipulatie. Hierin bewees het programma dat het mogelijk was om singles, door deze zelf op te kopen, in de Single Top 100 te krijgen. Slinger maakte een nieuwe versie van het nummer Schijn 'n lichtje op mij, dat via manipulatie op de 32e positie van de Single Top 100 binnenkwam.
In december 2018 trad hij op als Willy Alberti in de musical Kerstfeest in de Jordaan in Het Zonnehuis in Amsterdam-Noord.

### Drukwerk 2
In 2012 nam Slinger met een jonge groep muzikanten, onder wie zijn zoon Bram (toetsen), de cd Tegen beter weten in op: 17 Drukwerkklassiekers geheel opnieuw ingespeeld met soms aangepaste teksten. De band ging ook in deze bezetting optreden. De band bestond nu uit: Bas Kors (gitaar), Erik Bes (bas), Marcel Lee (drums) en Bram Slinger (toetsen).

### Eerbetoon
In 2018 kreeg Slinger voor het al 25 jaar muzikaal omlijsten van de intocht van Sinterklaas in Amsterdam de Andreaspenning.

### Rondvaartboot
Vanaf 2009 organiseerde hij in samenwerking met een rederij op een salonboot zogenaamde Slingertochten, met verhalen en liedjes.

### Biografie
Op 15 april 2024 verscheen zijn biografie Je loog tegen mij, geschreven door voormalig Drukwerk toetsenist en buurman Edwin Gitsels.

## Discografie

### MetDrukwerk
| Single met eventuele hitnotering(en) in de Nederlandse Top 40 | Datum van verschijnen | Datum van binnenkomst | Hoogste positie | Aantal weken | Opmerkingen                                                   |
| ------------------------------------------------------------- | --------------------- | --------------------- | --------------- | ------------ | ------------------------------------------------------------- |
| Ik verveel me zo                                              | 1979                  |                       |                 |              |                                                               |
| Geen atoom                                                    | 1979                  |                       |                 |              |                                                               |
| Je loog tegen mij                                             | 1981                  | 26-12-1981            | 1(2wk)          | 10           | Nr. 1 in de Single Top 100                                    |
| Wat dom                                                       | 1982                  | 20-03-1982            | 5               | 7            | Nr. 3 in de Single Top 100                                    |
| Pappa                                                         | 1982                  | 03-07-1982            | 15              | 5            | Nr. 17 in de Single Top 100                                   |
| Schijn 'n lichtje op mij                                      | 1982                  | 18-09-1982            | 10              | 7            | Nr. 5 in de Single Top 100                                    |
| B-M-X                                                         | 1982                  |                       |                 |              |                                                               |
| Marianneke                                                    | 1983                  | 19-03-1983            | 10              | 6            | Nr. 7 in de Single Top 100                                    |
| Lijn 10                                                       | 1983                  | 20-08-1983            | tip17           | -            | Nr. 33 in de Single Top 100                                   |
| Hee Amsterdam                                                 | 1983                  | 17-12-1983            | 15              | 6            | Nr. 9 in de Single Top 100                                    |
| Onder mijn dak                                                | 1984                  | -                     |                 |              | Nr. 48 in de Single Top 100                                   |
| Carolien                                                      | 1984                  | 15-09-1984            | 18              | 5            | Nr. 13 in de Single Top 100 / Alarmschijf                     |
| Kapsones                                                      | 1984                  | 17-11-1984            | tip2            | -            | Nr. 28 in de Single Top 100                                   |
| Kom terug                                                     | 1985                  |                       |                 |              |                                                               |
| Jong is toekomst                                              | 1985                  |                       |                 |              | EP met 4 nummers t.g.v. het Jongerenjaar                      |
| Nederland schoon                                              | 1985                  |                       |                 |              |                                                               |
| Michiel                                                       | 1985                  |                       |                 |              |                                                               |
| Loflied op Dora                                               | 1985                  |                       |                 |              |                                                               |
| Het laatste eerbewijs                                         | 1985                  |                       |                 |              |                                                               |
| Sonneveld souvenirs                                           | 1986                  |                       |                 |              |                                                               |
| Ik ben m'n petje kwijt                                        | 1986                  |                       |                 |              |                                                               |
| 5 Pils geleden                                                | 1987                  | -                     |                 |              | Nr. 65 in de Single Top 100                                   |
| Sylvia's moeder                                               | 1987                  | -                     |                 |              | Nr. 69 in de Single Top 100                                   |
| Hallo Den Haag                                                | 1988                  | 21-05-1988            | tip20           | -            | Nr. 58 in de Single Top 100                                   |
| Amsterdam, je bent te mooi om vuil te zijn                    | 1988                  |                       |                 |              | Promotie-single-cd t.g.v. de actie "Amsterdam Schoon"         |
| De kroegen van Amsterdam                                      | 1988                  | 24-09-1988            | tip18           | -            | Nr. 56 in de Single Top 100                                   |
| Moeilijk om gewoon te doen                                    | 1989                  |                       |                 |              |                                                               |
| Ome Bertus                                                    | 1989                  |                       |                 |              |                                                               |
| Na mij de zondvloed                                           | 1989                  |                       |                 |              |                                                               |
| Je loog tegen mij 2012                                        | 2012                  | -                     |                 |              | Nr. 60 in de Single Top 100                                   |
| Schijn 'n lichie op mij                                       | 2014                  | -                     |                 |              | Nr. 32 in de Single Top 100; i.s.m. het VARA-programma Rambam |

### Solo
- Uit stilte geboren (1992)
- Naar je hart (1995)
- Hoor de muzikanten (1997)
- Die glimlach van Harry Slinger (1999)
- Het juiste spoor (2008)

## Filmografie
- Flodder (1986) als chauffeur van de wethouder
- De tovenaar van Oz (1986) als Blikken Bas
- In de Vlaamsche pot (1992) als zichzelf afl. Menu Bethlehem!
- Baantjer (1996) als bloemist afl. De Cock en de moord op de rode roos
- De zwarte meteoor (2000) als Johnny Jordaan
- Nachtrit (2006) als taxichauffeur Rob
- Sinterklaas en het Uur van de Waarheid (2006) als machinist
- SpangaS Mediawhizz (2010) als vrachtwagenchauffeur (gastrol)